# Меелис Фриедентал
Меелис Фриедентал (на естонски: Meelis Friedenthal) е естонски журналист, драматург, преподавател и писател на произведения в жанра драма, научна фантастика и исторически роман.

## Биография и творчество
Меелис Фриедентал е роден на 24 октомври 1973 г. във Вилянди, Естония. В периода 1992 – 1996 г. учи теология в Тартуския университет. След завършване на бакалавърската си степен прекарва учебната 1996/1997 г. в Хайделбергския университет. През 2001 г. получава магистърска степен по теология в Тартуския университет.
След дипломирането си, в периода 2002 – 2008 г. работи като преподавател и изследовател в Богословския факултет на Тартуския университет. От 2008 г. е старши изследовател в Библиотеката на Тартуския университет и в Колежа в Упсала, Швеция. През 2008 г. защитава докторска степен по теология в Тартуския университет с дисертация на тема за ръкописа „Tractatus moralis de oculo“ на богослова от 13 век Петрус Лимож. През учебната 2014/2015 г. прави докторантура в колежа в Лихтенберг на Гьотингенския университет.
Първият му роман „Kuldne aeg“ (Златният век) е издаден през 2005 г., след като през 2004 г. печели 3-то място в литературен конкурс. Темата на антиутопичния роман е за ролята на историята за оформянето на националната идентичност. През 2004 г. новелата му „Нериса“ печели наградата за научна фантастика на Естония.
Вторият му роман „Пчели“ е издаден през 2012 г. Историята описва странстванията на студента Лаврентий, който пристига от Лайден до Тарту в края на XVІІ век заедно с папагала си Клодия. Той е обзет е от меланхолия, а с влошаване на съттоятието му не може да разграничава реалното от нереалното. Въпреки съветите на своя професор и лечебните теории и практики, в нощите вижда момиче, което му носи хляб, възвръща силите му, а по-късно Лаврентий забелязва странни събития около себе си, които може да обясни по естествен или свръхестествен начин. През 2013 г. книгата получава наградата за литература на Европейския съюз.
През 2016 г. е издаден третият му роман „Inglite keel“ (Езикът на ангелите), чието действие се развива през XVІІ век в Тарту и се съсредоточава върху алхимията, тайнствени водни знаци върху стари ръкописи, млади любовници и зловещ гайдар, движещ се между векове.
Писателят е член на редакцията на онлайн списанието „Алгернон“, в който публикува разкази, новини и статии за научна фантастика. Член е на Съюза на писателите в Естония от 2012 г.
Меелис Фриедентал живее със семейството си в квартал „Супилин“ на Тарту.

## Произведения

### Самостоятелни романи
- Kuldne aeg (2005)
- Mesilased (2012) – награда за литература на Европейския съюз
Пчели, изд.: „Наука и изкуство“, София (2018), прев. Дора Янева-Медникарова
- Inglite keel (2016)

### Пиеси
- Vaim masinas. G. F. Parrot (2017)

### Разкази и новели
- Läänerindel muutusteta (1999)
- Vabanemine protagonismi valust (2000)
- Üht teistsugust algust (2001)
- Hullumeelsus on unustus (2002)
- Nerissa (2004)
- Eesti keel (2009)
- Deemonid ja trilobiidid (2009)
- Kass (2012)
- Võõras jumal (2015)
- Kasuksepp (2017)